# Bengt Gustaf Jonshult
Bengt Gustaf Jonshult, född 30 oktober 1961 i Hägerstens församling, är en litteraturvetare, vissångare, guide och 1700-talskännare. 

## Biografi
Har under ett flertal år arbetat som domare i Vi i 5:an, P4/Radio Stockholm och för samma kanal medverkat med program om Stockholms historia. 
Arbetar som lektor på Georg Brandes skolen  vid Köpenhamns universitet och skriver på en avhandling om Carl Michael Bellmans prosa.[uppföljning saknas]
Har tidigare skrivit böcker om bl.a. Hagaparken, Nummerlotteriet och Gustaf Fröding. Bengt Gustaf Jonshult är även utbildad fotograf och har konstfoto som sin specialitet, men även matfotografi, produktfoto och porträtt. 

## Utmärkelser
- Kungliga Patriotiska sällskapets stora medalj i guld (PatrSstGM) för betydande gärning
- Officer av Österrikiska förtjänstorden (OffÖFO 2009)[3]